# Stěbořice
Stěbořice är en ort i Tjeckien. Den ligger i den östra delen av landet, 240 km öster om huvudstaden Prag. Stěbořice ligger 304 meter över havet och antalet invånare är 1 330.
Terrängen runt Stěbořice är platt åt nordost, men åt sydväst är den kuperad. Runt Stěbořice är det ganska tätbefolkat, med 111 invånare per kvadratkilometer. Närmaste större samhälle är Opava, 6,9 km öster om Stěbořice. Trakten runt Stěbořice består till största delen av jordbruksmark.